# El préstamo
El préstamo è un singolo del cantante colombiano Maluma, pubblicato il 9 marzo 2018 come terzo estratto dal suo terzo album in studio F.A.M.E..

## Tracce
1. El préstamo – 3:04